# 6475 Refugium
6475 Refugium (1987 SZ6) là một tiểu hành tinh vành đai chính được phát hiện ngày 29 tháng 9 năm 1987 bởi P. Wild ở Zimmerwald.